# Mastermind

2 movimientos

Mastermind (español "Mente maestra") es un juego de mesa competitivo, de ingenio y reflexión, para dos jugadores.
Se juega en un tablero con fichas blancas y negras pequeñas y de otros colores, de un tamaño algo superior. Uno de los jugadores escoge un número de fichas de colores, 4 en el juego original, y las dispone eligiendo una distribución de colores (código secreto) que oculta del otro jugador. Este, tomando fichas de colores del mismo conjunto, aventura una posibilidad, que el oponente debe contestar diciéndole la cantidad fichas de color bien colocadas (indicada con fichas negras y la de fichas de color con el color correcto, pero mal colocadas (indicada con fichas blancas). 
Termina al averiguarse la combinación (es decir, se consigue una combinación con cuatro negras), o bien se agota el tablero (depende del tamaño, aunque generalmente son 15 combinaciones).
Mastermind es actualmente una marca comercial propiedad de Pressman Toys; el origen puede derivar de un juego tradicional inglés denominado Toros y vacas, se jugaba sobre papel: los "toros" equivalían a las fichas negras, y las "vacas" a las blancas.
En el museo del juguete de Denia (Alicante, España) se expone este juego bajo el nombre comercial de Conygan, de la fábrica de juguetes Cayro y año de fabricación 1965.